# ОФК шампионат у фудбалу за жене 1991.
ОФК првенство за жене 1991. било је четврто ОФК првенство у женском фудбалу (познато и као Куп женских нација ОФК-а).
Првенство се одржало у Сиднеју у Аустралији од 19. до 25. маја 1991. На турниру су учествовале само три екипе, а одиграно је укупно шест утакмица. Ово издање послужило је као ОФК-ов квалификациони турнир за инаугурационо ФИФА Светско првенство за жене 1991. године.
Нови Зеланд је освојио турнир по други пут након што је завршио на првом месту у рунди (по гол-разлици) и квалификовао се за Светско првенство.
Након турнира 1989. године, Женска фудбалска конфедерација Океаније (ОВФК) одлучила је да продужи трајање утакмица са 70 на 80 минута. Следећи турнир је привремено додељен Папуи Новој Гвинеји и заказан за 1992. годину. У фебруару 1990. ФИФА је најавила Светско првенство за жене за новембар 1991. али још увек није потврдила аранжмане за квалификације у региону Океаније. На састанку ОВФК-а у септембру 1990. године, аустралијска делегација је убедила Папуу Нову Гвинеју у „њене финансијске интересе“ да дозволи да се турнир Океаније одигра у Аустралији у мају 1991. године.

## Преглед
Иако је Аустралија уживала у предностима домаћег терена са свих шест утакмица одиграних на стадиону Маркони, Нови Зеланд се сматрао фаворитом пошто су надмашили Аустралију на претходном издању турнира две године раније. Такође су свог голмана рођеног у Америци Лесли Кинг сматрали најбољим на свету.
Селектор Аустралије Стив Дарби оставио је кључног везног играча Џули Мареј у саставу репрезентације, упркос томе што је боловала од гландуларне грознице. Док је Нови Зеланд стигао без две повређене играчице, Аманде Крафорд и Вивијен Робертсон.
Због финансијских ограничења, Дарби је успео да окупи свој тим само четири дана пре почетка такмичења. „Финансијски поклон“ у последњем тренутку од 5.000 АУС од Аустралијске фудбалске федерације (АСФ) спасио је играчице да морају да плате по 350 аустралијских долара за покривање трошкова, што је навело Дарбија да пријави много срећнији камп: „То значи да је морал одмах подигнут , посебно ако играчи знају да не морају да се задужују да би представљали своју земљу.“
Нови Зеланд је преузео иницијативу када је у недељу 19. маја 1991. победио Папуу Нову Гвинеју са 16 : 0 у првом мечу турнира, а затим је следећег дана победио Аустралију са 1 : 0. Венди Шарп је постигла победнички гол у 66. минуту након центаршута Деборе Пулен.У уторак, 21. маја, Аустралија је на полувремену повела 8 : 0 против Папуе Нове Гвинеје, али је успорила темпо у другом полувремену и морала је да се задовољи коначним резултатом од 12 : 0, што је опет био импресиван резултат.
После дана одмора у среду 22. маја, Нови Зеланд је у четвртак победио Папуу Нову Гвинеју са 11 : 0. У петак, 24. маја, Аустралија се вратила у борбу за прво место победивши Нови Зеланд резултатом 1 : 0. Овога пута Моја Дод је постигла једини гол, у осмом минуту. Резултат је значио да Аустралија треба да победи Папуу Нову Гвинеју са 16 голова у финалном мечу, да би била изнад Новог Зеланда са гол-разликом.
Упркос шест голова Керол Винсон, Аустралија је успела да победи само са 8 : 0. Тиме је репрезентација Аустралије завршиле су на другом месту иза Новог Зеланда, који је тиме заузео прво  место у квалификацијама Океаније за Светско првенство у фудбалу за жене 1991. После меча Стив Дарби је поднео оставку и признао разочарање својих играча: "Они знају да су две године њиховог живота бачене. Не могу ништа да кажем да би им било боље."
Џули Мари је размишљала о повратку полупрофесионалном клупском фудбалу у Европи са Фортуном Хјоринг. Одбила је понуду да остане у Фортуни 1991. године, како би осигурала своју доступност за квалификациону кампању Аустралије за Светско првенство. Мари је био утучена и осећала је да је недостатак припреме изневерио аустралијски тим: „Једна од ствари која се рачунала против нас у Сиднеју је недостатак времена које смо могли да проведемо заједно као тим. Били смо у форми, али нам је у мечу недостајала уиграност."

## Екипе учеснице
У "курзиву" дебитанти.
| Екипе учеснице | Екипе учеснице | Екипе учеснице     |
| -------------- | -------------- | ------------------ |
| Аустралија     | Нови Зеланд    | Папуа Нова Гвинеја |

## Табела и резултати
| Екипа              | Ута | Поб | Нер | Изг | ГД | ГП | ГР  | Бод | Белешка                                                              |
| ------------------ | --- | --- | --- | --- | -- | -- | --- | --- | -------------------------------------------------------------------- |
| Нови Зеланд        | 4   | 3   | 0   | 1   | 28 | 1  | +27 | 6   | Шампион се квалификовао за Светско првенство у фудбалу за жене 1991. |
| Аустралија         | 4   | 3   | 0   | 1   | 21 | 1  | +20 | 6   |                                                                      |
| Папуа Нова Гвинеја | 4   | 0   | 0   | 4   | 0  | 47 | −47 | 0   |                                                                      |

| Нови Зеланд | 16 : 0 | Папуа Нова Гвинеја |
| --- | ------ | ------------------ |
| Моник ван де Елзен ?’, ?’, ?’, ?’, ?’ · Дона Бејкер ?’ · Венди Шарп ?’, ?’, ?’ · Џулија Кемпбел ?’ · Венди Хендерсон ?’, ?’ · Мишек Кокс ?’ · Морин Џекобсон ?’, ?’ · Дебора Пулен ?’ |        |                    |

| Нови Зеланд    | 1 : 0    | Аустралија |
| -------------- | -------- | ---------- |
| Венди Шарп 66’ | Извештај |            |

| Папуа Нова Гвинеја | 0 : 12   | Аустралија |
| ------------------ | -------- | --- |
|                    | Извештај | Сани Хјуз ?’, ?’, ?’, ?’ · Ејнџел Ианота ?’, ?’ · Шерон Вас ?’, ?’ · Соња Гегенхубер ?’ · Аниса Тан ?’ · Трејци Бартлет ?’ · ? ?’ |

| Папуа Нова Гвинеја | 0 : 11 | Нови Зеланд |
| ------------------ | ------ | --- |
|                    |        | Венди Шарп ?’, ?’, ?’, ?’ · Џулија Кемпбел ?’ · Синамон Ченеј ?’ · Џо Фишер ?’ · Дебора Пулен ?’ · Венди Хендерсон ?’ · Ким Нај ?’ · Лини Воринг ?’ |

| Аустралија  | 1 : 0 | Нови Зеланд |
| ----------- | ----- | ----------- |
| Моја Дод 8’ |       |             |

| Папуа Нова Гвинеја | 0 : 8 | Аустралија                                             |
| ------------------ | ----- | ------------------------------------------------------ |
|                    |       | Керол Винсон ?’, ?’, ?’, ?’, ?’, ?’ · Сани Хјуз ?’, ?’ |

## Статистика

### Голгетери
8. голова
- Венди Шарп

6. голова
- Сани Хјуз
- Керон Винсон

5. голова
- Моник ван де Елзен

3. гола
- Венди Хендерсон

Није познато
- Аустралија: 1. гол